# Alfredo Brown
Alfredo Carrow Brown (1 de diciembre de 1886-30 de agosto de 1958) fue un futbolista argentino de ascendencia escocesa que jugaba como delantero. 
Fue el máximo goleador de la temporada de 1904. 
Jugó en Alumni con cuatro de sus hermanos (Carlos, Eliseo, Ernesto y Jorge) y con su primo Juan Domingo. Sus otros hermanos, Diego y Tomás, también fueron futbolistas.

## Selección nacional
Fue internacional con la selección de fútbol de Argentina en 9 ocasiones y convirtió 4 goles. 

## Clubes
| Club   | País      | Año       |
| ------ | --------- | --------- |
| Alumni | Argentina | 1904-1911 |

## Palmarés

### Campeonatos nacionales
| Título                                                     | Club                 | País      | Año  |
| ---------------------------------------------------------- | -------------------- | --------- | ---- |
| Primera División                                           | Alumni Athletic Club | Argentina | 1905 |
| Copa de Honor "Municipalidad de la Ciudad de Buenos Aires" | Alumni Athletic Club | Argentina | 1905 |
| Primera División                                           | Alumni Athletic Club | Argentina | 1906 |
| Copa de Honor "Municipalidad de la Ciudad de Buenos Aires" | Alumni Athletic Club | Argentina | 1906 |
| Cup Tie Competition                                        | Alumni Athletic Club | Argentina | 1906 |
| Primera División                                           | Alumni Athletic Club | Argentina | 1907 |
| Copa de Competencia Jockey Club                            | Alumni Athletic Club | Argentina | 1907 |
| Copa de Competencia Jockey Club                            | Alumni Athletic Club | Argentina | 1908 |
| Primera División                                           | Alumni Athletic Club | Argentina | 1909 |
| Copa de Competencia Jockey Club                            | Alumni Athletic Club | Argentina | 1909 |
| Primera División                                           | Alumni Athletic Club | Argentina | 1910 |
| Primera División                                           | Alumni Athletic Club | Argentina | 1911 |

### Copas internacionales
| Título                 | Club                 | Sede         | Año  |
| ---------------------- | -------------------- | ------------ | ---- |
| Copa de Honor Cusenier | Alumni Athletic Club | Montevideo   | 1906 |
| Cup Tie Competition    | Alumni Athletic Club | Buenos Aires | 1907 |
| Cup Tie Competition    | Alumni Athletic Club | Buenos Aires | 1908 |
| Cup Tie Competition    | Alumni Athletic Club | Buenos Aires | 1909 |

### Distinciones individuales
| Distinción                                          | Año  |
| --------------------------------------------------- | ---- |
| Máximo goleador de la Primera División de Argentina | 1904 |